# Юся
Юся (кит. 遊俠) — это древний китайский воин — народный герой, персонаж классической китайской поэзии и литературы. «Юся» буквально означает «странствующий мститель», «странствующий заступник», «странствующий рыцарь», «авантюрист» или «солдат удачи».

## Основные сведения
Из двух иероглифов ю (кит. 遊, пиньинь yóu) буквально означает «блуждать», «путешествовать» или «перемещаться», а ся (кит. 俠, пиньинь xiá) означает «рыцарь» — то есть кто-то, наделённый силой, кто помогает нуждающимся. Юся путешествовали по стране, используя физическую силу или политическое влияние, чтобы исправить зло, причиненное простым людям властями предержащими, поступая согласно своим личным рыцарским кодексам. Юся не принадлежали ни к какому определённому социальному классу. Различные исторические документы, новеллы об уся и народные сказки описывают их как принцев, правительственных чиновников, поэтов, музыкантов, врачей, профессиональных солдат, торговцев, монахов и даже простых фермеров и мясников. Некоторые из них были так же ловки в обращении с кистью для каллиграфии, как и с мечом и копьём. Понятие ся возникло в связи с моистской идеологией, которая подчёркивала важность равенства. В конце периода сражающихся царств бывшие рыцари ши, которые не стали учёными-чиновниками, стали ся — моистскими защитниками слабых. В XVI и XVII веках произошло возрождение культуры ся, когда мастера боевых искусств стали использовать их для исправления несправедливостей. Некоторые из них участвовали в сопротивлении Мин против Цин.
По словам доктора Джеймса Дж. Ю. Лю (1926—1986), профессора китайской и сравнительной литературы в Стэнфордском университете, именно темперамент человека и потребность в свободе, а не его социальный статус, заставляли его бродить по стране и помогать нуждающимся. Доктор Лю считает, что это связано с тем, что подавляющее большинство этих рыцарей происходило из северного Китая, который граничит с территорией «северных кочевых племён, образ жизни которых подчёркивает свободу передвижения и воинские доблести». Возможно, что многие рыцари происходили из провинций Хэбэй и Хэнань. Подавляющее большинство персонажей романа «Речные заводи», который считается одним из лучших образцов китайской литературы о странствующих рыцарях, происходит из этих провинций.

## В поэзии
Примером поэзии об юся является «Мечник» (кит. 剑客) Цзя Дао (династия Тан):
Десять лет я полировал этот меч;

Его ледяное лезвие никогда не было в деле.

Теперь я держу его и показываю его вам, господин:

Есть ли тут тот, кто страдает от несправедливости?
1. ↑  то есть чрезвычайно острое

По словам доктора Лю, стихотворение Цзя «кажется, … суммирует дух странствующего рыцаря в четырёх строках. В то же время, его можно также рассматривать как отражение желания всех тех, кто готовился годами, проверить свои способности ради справедливости».

## Аналогичные понятия
- Богатырь в Древней Руси
- Футувва[англ.] на Ближнем Востоке
- Фианна[англ.] в Ирландии
- Странствующий рыцарь в Европе
- Ронин в Японии
- Сесок оге[англ.] в Корее